# 진 여신전생 V
《진 여신전생 V》는 아틀러스가 개발한 2021년 롤플레잉 비디오 게임이다. 닌텐도 스위치로 제작돼 2021년 11월 11일 발매되었다. 《진 여신전생 IV》의 감독 야마이 카자유키가 기획했다. 《진 여신전생 III: 녹턴》과 4편에서 보여준 게임 메커니즘을 이번에 다시 도입하였다.

## 줄거리
주인공은 도쿄도내의 전료제(전기숙사제), 조인(縄印) 학원의 고교 3년생. 주인공은 동급생들과 함께 학원을 다니며 평화로운 나날을 보내고 있었다. 어느 날 주인공은 친구들과 함께 하교로에 있는 시나가와바시를 통과하려 하지만 가까이서 살인사건이 발생하는 바람에, 역은 통행금지가 되고 만다. 주인공은 각자 행동을 취하는 친구들을 좇아 근처 터널을 찾아가지만, 거기서 터널의 붕괴사고에 휘말려 정신을 잃어버린다. 주인공이 눈을 떴을 때는 도쿄는 악마가 발호하는 마계 '다아트'로 변하여 있었다. 그 다아트 내의 악마에 습격당할 때 수수께끼의 남성 '아오가미'에게 구원을 받은 구인공은 가미와 융합하여 금기의 존재 '나호비노'로서 악마에 대항할 힘을 손에 넣는다.
이 사고에 휘말려 다아트로 오게 된 것은 주인공 뿐만이 아니었다. 주인공의 동급생 아쓰타 유즈루와 다자이 이치로가 그들. 저마다 악마와 해후하면서 주인공과 합류, 3인은 아오가미와 함께 무사히 원래의 도쿄로 돌아올 수 있었다. 도쿄에서 이들 3인과 아오가미를 기다리고 있었던 것은 주인공의 동급생 이소노카미 다오였다. 다오의 말에 따르면 자신들이 살고 있는 도쿄 이외에 또 하나의 붕락한 도쿄 다아트가 존재하며, 전설의 악마들이 어둠에서 깨어나 도쿄와 사람들을 노리고 있다고 한다. 그 악마들에 대항하는 조직이 베텔. 다오 역시 그 베텔 일본 지부에 소속된 일원이었다. 내각총리대신 겸 베텔 일본 지부장인 고시즈미 하야오의 바람에 응하여 주인공과 유즈루, 이치로는 베텔의 일원으로서 도쿄를 지킬 것을 결의한다. 그렇게 평화로운 학생생활로 돌아가기 무섭게, 베텔로부터 긴급연락이 들어온다. 자신들이 살고 있는 또 하나의 도쿄의 각지에 다아트 내의 악마들과 악마 '라흐무'가 출현하여 주인공이 다니는 조인 학원에도 다수의 악마가 들이닥쳤다는 것이다. 유즈루의 동생 아쓰타 유즈루와 주인공의 동급생 이쓰키시마 사호리에도 마의 손길이 뻗치는 가운데 주인공 일행은 각지의 방위와 사람들의 보호에 힘쓴다.

## 반응
《진 여신전생 V》 닌텐도 스위치판은 리뷰 애그리게이터 웹사이트 메타크리틱에서 84/100점을 기록해 "대체적으로 긍정적인 평가"를 받았다.

## 참조

### 내용주
1. ↑  일본어: 真・女神転生V, 영어: Shin Megami Tensei V